# Alloxydim
Alloxydim ist eine chemische Verbindung aus der Gruppe der Cyclohexandione.

## Eigenschaften

Tautomeriestabilisiertes Natriumsalz ohne vollständige Stereochemie

Alloxydim ist als Natriumsalz ein sehr hygroskopischer farbloser Feststoff, der löslich in Wasser ist. Es ist in trockenem Zustand stabil bei 50 °C für 30 Tage. In saurer wässriger Lösung zersetzt es sich.

## Verwendung
Alloxydim wird als systemisch wirkendes, selektives Gras Herbizid verwendet. Es wirkt durch Hemmung der Acetyl-CoA-Carboxylase und ist in der EU nicht zugelassen. Es wurde 1976 von Nippon Soda entwickelt und 1980 auf den Markt gebracht. In der BRD war es von 1978 bis 1989, in der DDR von 1980 bis 1992 zugelassen.

## Externe Links zu erwähnten Verbindungen
1. ↑  Externe Identifikatoren von bzw. Datenbank-Links zu Alloxydim-Natrium:  CAS-Nr.: 55635-13-7, EG-Nr.: 259-733-1, ECHA-InfoCard: 100.054.285, PubChem: 74087703, Wikidata: Q27268060.